# Петро II Делян
Петро Делян (болг. Петър Делян) (пом. 1041) — очільник повстання болгар проти Візантійської імперії, що розпочалось влітку 1040 року в регіоні Поморавле (в сучасній Сербії). Його було проголошено царем Болгарії (як онука Самуїла) в Белграді (влітку 1040 року). Можливо, що його справжнє ім'я просто Делян. В цьому разі він узяв ім'я Петра II після воцаріння на честь царя Петра I (Petăr I), який помер 970 року. Рік його народження невідомий, найбільш імовірно, невдовзі після 1000 року, і до 1014; скоріше за все, він помер 1041 року.

## Походження
Його походження невідоме. Він стверджував, що є сином Гаврила Радомира й онуком Самуїла, але він також міг бути місцевим жителем, який очолив повстання і придумав легенду про царське походження для того, щоб посилити претензії на трон.
Ті, хто вірять в його походження від Радомира, вважають його сином Радомира від шлюбу з Маргаритою, сестрою короля Угорщини Іштвана Святого. Вона була вилучена від двору Самуїла (ще до воцаріння Гаврила Радомира) під час своєї вагітності. Відповідно до цієї версії Делян народився в Болгарії та залишався там зі своїм батьком. Після убивства Гаврила Радомира Іваном Владиславом та завоювання Болгарії Візантією 1018 року, Делян потрапив у полон, був вивезений до Константинополя й відданий як слуга невідомому візантійському вельможі. Він зумів утекти й вирушив до Угорщини, батьківщини його матері, звідки він перейшов до Болгарії та підбурив повстання проти Візантії, скориставшись невдоволенням від запровадження візантійським урядом грошового податку.
Ті ж, хто вважає його звичайним болгарином, вважають, що Белград був обраний для коронації не тому, що він розташований на кордоні Візантії й Угорщини, і, тим самим, став першим містом, куди потрапив Делян після перенесення кордону, а просто через те, що він виявився першим містом, зайнятим повстанцями. Вони також вказують, що вкрай малоймовірним є те, що Іван Владислав, убивши Гаврила Радомира і його дружину Марію для того, щоб заволодіти престолом, не убив би синів та спадкоємців Радомира, щоб усунути конкурентів. Зокрема, відомо, що він наказав убити сербського князя Дуклі Івана Володимира, одруженого з дочкою Самуїла, Косарою (Теодорою), оскільки підозрював його у зазіханнях на болгарський престол.

## Повстання

Болгарія за Петра II Деляна

Влітку 1040 року у фемі Болгарія місцеве населення підбурило повстання проти Візантії. Дві головні причини полягали в заміні болгарського архієпископа Охрида греком 1037 року, з чого почався процес елінізації, а також запровадження Візантійським урядом грошового податку.
Доволі скоро повстанці встановили контроль над північною частиною Поморавле й захопили Белград. Ватажок повстання був проголошений царем Болгарії в Белграді під іменем Петра II. Окрім підтримки повстанців, він ймовірно, отримав допомогу з Угорщини.
Петро II Делян узяв Ніш і Скоп'є, спочатку об'єднавшись з іншим потенційним лідером повстання на ім'я Тихомир, який діяв в районі Дурреса, а потім знищивши його. Потім Петро II розпочав наступ на Фессалоніки, де перебував візантійський імператор Михайло IV Пафлагонський. Михайло втік, залишивши казну Михайлу Івацу (імовірно, сину Іваца, генерала царя Самуїла), і той швидко, залишивши місто, передав її Петру. Фессалоніки залишились під владою Візантії, але вся Македонія, Дуррес і частини північної Греції були зайняті військами Петра. Це спричинило повстання слов'ян проти візантійського володарювання в Епірі й Албанії.
Після цього до армії Петра долучився Алусіан, який, очевидно, втік від візантійського двору, де він потрапив у немилість. Алусіан був сином Івана Владислава, брата й убивці Гаврила Радомира, за сина якого себе видавав Петро. Петро поставив Алусіана на чолі війська, яке штурмувало Фессалоніки. Облога міста закінчилась нищівною поразкою повстанців, військо припинило існування, Алусіан ледь врятувався та повернувся до Петра в Острово. Там якось вночі 1041 року, скориставшись тим, що Петро був неосудним, Алусіан відрізав йому ніс та засліпив його кухонним ножем. Оскільки Алусіан походив від Самуїла, війська швидко визнали його царем замість Петра. Тим не менше, коли болгарські та візантійські війська готувались до битви, Алусіан перейшов на бік ворога й вирушив до Константинополя, де йому були повернуті його володіння й надано високий чин магістра.
У той же час засліплений Петро II Делян знову прийняв командування болгарськими військами, проти яких виступив Михайло IV Пафлагонський, який збирався скористатись ситуацією. У битві при Острово болгарські війська зазнали поразки. Петро II Делян був узятий в полон та відвезений до Константинополя, де він, найбільш імовірно, був страчений. Відповідно до деяких легенд, його відправили до монастиря в долині Іскира, де згодом помер.
Норвезькі саги згадують, що майбутній норвезький король Гаральд III Суворий, який входив до складу варязького загону на боці Візантії, убив Петра на полі битви. Ця версія також підтверджується коротким посиланням до так званої Болгарського Апокрифічного Літопису.